# BMW N53
Con la sigla BMW N53 si intende una piccola famiglia di motori a scoppio alimentati a benzina (ultimo 6 cilindri aspirato) prodotta dal 2007 al 2013 dalla casa automobilistica tedesca BMW.

## Caratteristiche

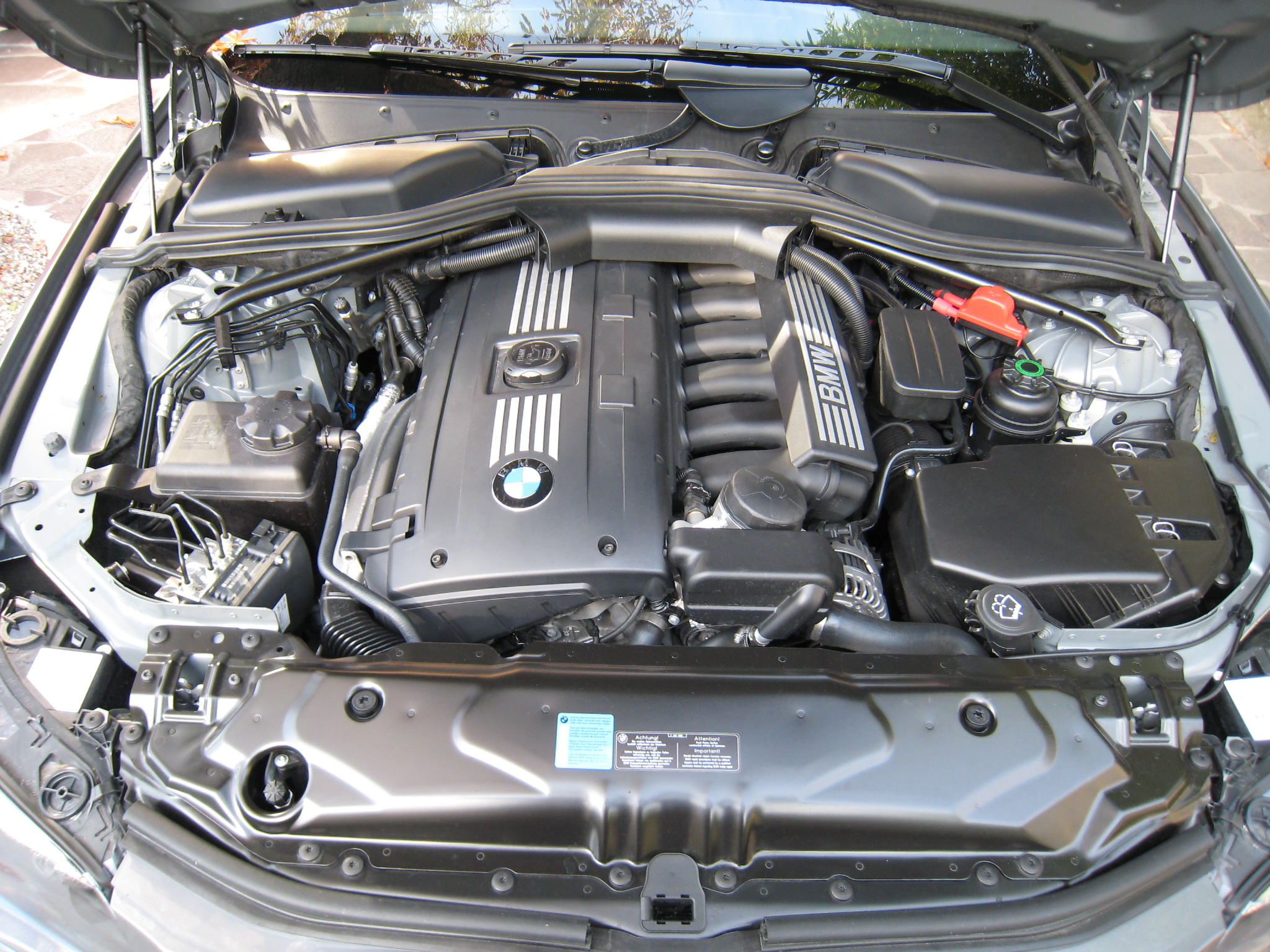
Motore BMW N53B30 montato su una 530i Touring Msport del 2007

Questa piccola famiglia è un'evoluzione della famiglia N52, dalla quale si differenzia per il nuovo sistema di alimentazione ad iniezione diretta, che consente una migliore combustione della miscela aria/benzina all'interno della camera di scoppio. Tale sistema, denominato HPI (High Precision Injection), si avvale dell'impiego di iniettori piezoelettrici. Un'altra importante differenza tra i motori N53 e gli N52 sta nell'assenza del sistema Valvetronic, dovuta alla mancanza di spazio nella testata del motore a causa del sistema di iniezione diretta (situato vicino alla candela dal lato aspirazione, esattamente come nel motore N54). I motori N53 sono tre: due di essi sono derivati dal 3 litri N52 mentre il terzo deriva invece dall'altro motore N52 ossia quello da 2.5 litri.
Le caratteristiche comuni ai due livelli di cilindrata sono:
- architettura a 6 cilindri in linea;
- basamento e testata in lega di alluminio e magnesio;
- alimentazione ad iniezione diretta;
- distribuzione a doppio asse a camme in testa con fasatura variabile doppio VANOS;
- testata a 4 valvole per cilindro;
- albero a gomiti su 7 supporti di banco.

Di seguito viene riportata una descrizione più precisa delle motorizzazioni N53.

### N53B25
È la versione di cilindrata più bassa, derivata dal 2.5 litri N52. Di esso vengono mantenute le generali caratteristiche costruttive, come le misure di alesaggio e corsa (82x78.8 mm e la cilindrata di 2497 cm³. La potenza massima è di 190 CV a 6300 giri/min, con una coppia massima di 235 Nm a 3500 giri/min. Questo motore ha sostituito di fatto il 2.5 N52 da 177 CV (che ha continuato però ad essere montato sulla prima serie della BMW Z4) ed ha trovato applicazione unicamente sulla BMW 523i E60/E61, prodotta dal 2007 al 2010.

### N53B30
È la versione da 3 litri, derivata direttamente dal 3 litri N52, del quale conserva le misure di alesaggio e corsa (85x88 mm) e della cilindrata totale di 2996 cm³. Esistono quattro varianti del 3 litri N53: la differenza tra esse sta nei valori di erogazione. La versione meno potente eroga 204 CV a 6100 giri/min, mentre la coppia massima è di 270 Nm già a 1500 giri/min. La versione più prestante, invece, arriva a 272 CV a 6700 giri/min, con un picco di coppia pari a 320 N·m a 2750 giri/min.
In mezzo vi sono le due versioni intermedie, da 218 e 258 CV. Queste non vanno confuse con le versioni del 3 litri N52 che erogano pari potenza. La N53 da 258 CV, per esempio, eroga 310 Nm, mentre la N52 ad iniezione indiretta ne eroga solamente 300 Nm di coppia.
| Variante | Rapporto di compressione | Potenza CV/rpm | Coppia Nm/rpm  | Applicazioni               | Anni di produzione |
| -------- | ------------------------ | -------------- | -------------- | -------------------------- | ------------------ |
| 1.       | 12                       | 204/6100       | 270/ 1500-4250 | BMW 523i F10               | 03/2010-09/2011    |
| 2.       | 12                       | 218/6100       | 270 2400-4200  | BMW 125i Coupé e Cabriolet | 2008-13            |
| 2.       | 12                       | 218/6100       | 270 2400-4200  | BMW 325i E90/E91           | 2008-12            |
| 2.       | 12                       | 218/6100       | 270 2400-4200  | BMW 325i Coupé E92         | 2007-13            |
| 2.       | 12                       | 218/6100       | 270 2400-4200  | BMW 325i Cabrio E93        | 2007-14            |
| 2.       | 12                       | 218/6100       | 270 2400-4200  | BMW 525i/525xDrive E60/E61 | 2007-10            |
| 2.       | 12                       | 218/6100       | 277/2500       | BMW X1 xDrive25i           | 04/2010-03/2011    |
| 3.       | 10.7                     | 258/6600       | 310/ 2600-5000 | BMW 528i F10               | 03/2010-09/2011    |
| 3.       | 10.7                     | 258/6600       | 310/ 2600-5000 | BMW X1 xDrive28i           | 10/2009-03/2011    |
| 3.       | 10.7                     | 258/6600       | 310/ 2600-5000 | BMW X3 F25 xDrive28i       | 10/2010-02/2012    |
| 4.       | 12                       | 272/6700       | 320/ 2750-3000 | BMW 330i E90/E91           | 2008-12            |
| 4.       | 12                       | 272/6700       | 320/ 2750-3000 | BMW 330i Coupé E92         | 2007-13            |
| 4.       | 12                       | 272/6700       | 320/ 2750-3000 | BMW 330i Cabrio E93        | 2007-14            |
| 4.       | 12                       | 272/6700       | 320/ 2750-3000 | BMW 530i/530xDrive E60/E61 | 2007-10            |
| 4.       | 12                       | 272/6700       | 320/ 2750-3000 | BMW 630i E63/E64           | 2007-10            |
| 5.       | 12                       | 272/6100       | 320/ 1600-4250 | BMW 530i F10/F11           | 10/2011-06/2013    |